# Maria Rast am Stein

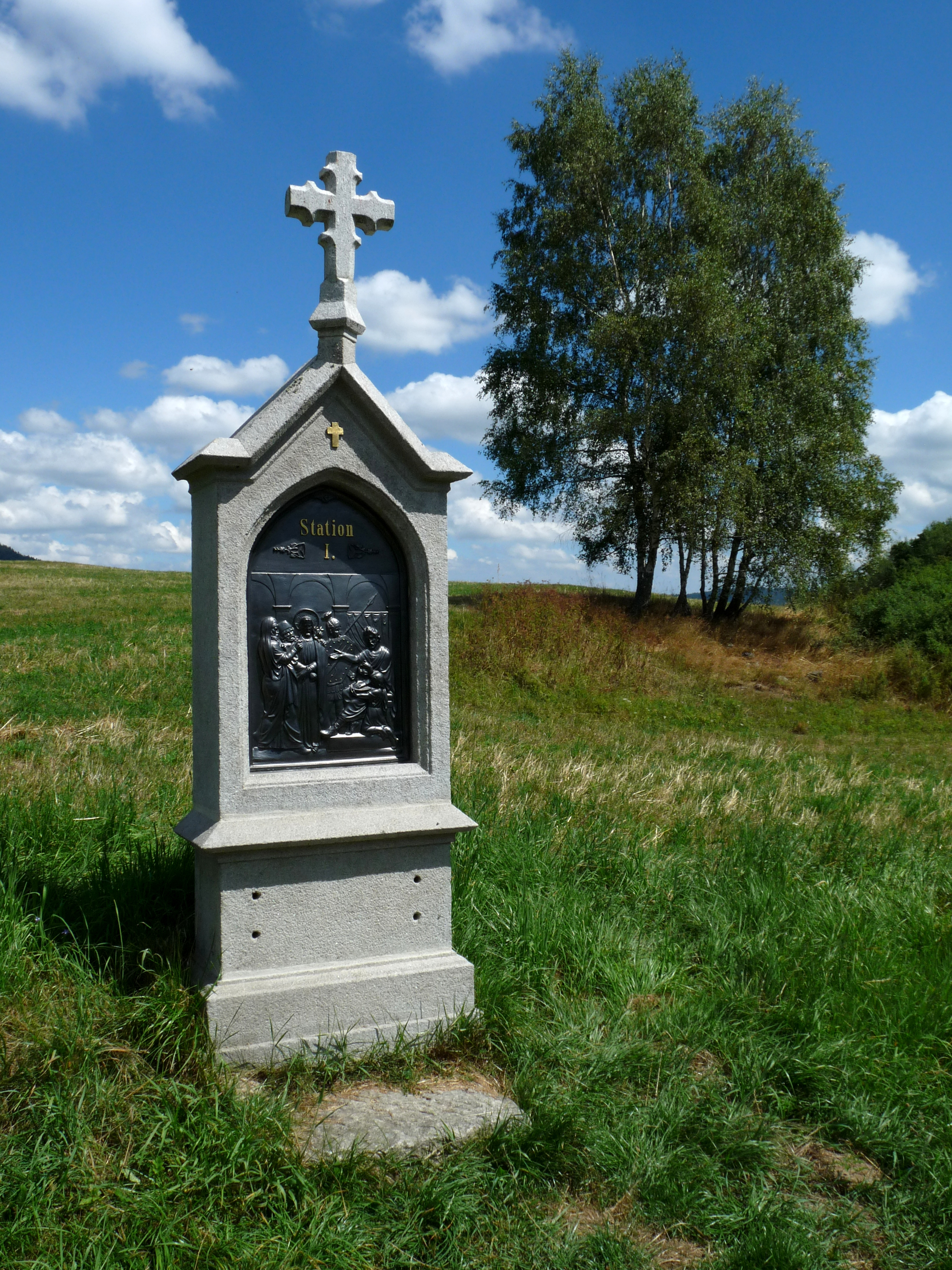
První zastavení křížové cesty

Maria Rast am Stein, resp. Maria Rast nebo Panna Marie odpočívající na kameni je mariánské poutní místo nacházející se na severním úbočí Martínkovského vrchu (846 m) jihozápadně od Vyšebrodského kláštera v okrese Český Krumlov. Od železniční stanice Vyšší Brod-klášter k němu lze dojít hned po dvou turistických značkách – zelené, která vede přes náměstí podél křížové cesty vybudované v roce 1898, a žluté, která vede podél toku Menší Vltavice.
Na místě stojí kaple Panny Marie Sněžné, obrazárna (původní kaple z roku 1887) a kaple Božího hrobu. Konají se zde každoročně 4 poutě – o prvních nedělích po svátcích Navštívení Panny Marie (2. červenec), Nanebevzetí Panny Marie (15. srpen) a Narození Panny Marie (8. září) a pouť tradičních katolíků k Panně Marii. Matce Milosti, o některé z červnových sobot.

## Historie poutního místa
V roce 1844 se na místě, kde podle legendy odpočívala Panna Maria s Ježíškem, objevil obraz Panny Marie Sněžné. V roce 1887 zde sedm pasáčků nad kamenem a obrazem postavilo improvizovanou kapličku, kterou později oni i další usedlíci různě vyzdobovali a vylepšovali. V roce 1887 navštívil kapličku opat Vyšebrodského kláštera Leopold Wackarž, který rozhodl na místě vystavět poutní kostelík. Žulová stavba v pseudorománském slohu byla vysvěcena v roce 1888. V roce 1890 byla tato kaple nahrazena novou (původní kaple dosud slouží jako galerie ikon-obrazárna), jižně od kostelíka původního, v níž byla umístěna socha Panny Marie Sněžné v životní velikosti. V roce 1898 bylo okolo cesty na Maria Rast vybudováno 14 zastavení křížové cesty vedoucí sem od farního kostela ve Vyšším Brodě s impozantním Božím hrobem na skále pod kaplemi. Všechna zastavení křížové cesty s litinovými obrazy v kamenných kapličkách i kaple Božího hrobu na skále s vystaveným Pánem Ježíšem jsou v současné době v dobrém stavu. U cesty vznikl též hostinec Alexe Peckla, v němž se čepovalo klášterní pivo (jeho ruiny jsou dodnes patrné pod kaplí Božího hrobu).
Poutní místo s křížovou cestou je chráněno jako nemovitá Kulturní památka České republiky.